# Patrick Spens
William Patrick Spens, 1er baron Spens, (9 août 1885-15 novembre 1973) est un avocat, juge et homme politique conservateur britannique. Il est juge en chef de l'Inde de 1943 à 1947.

## Biographie
Il est l'aîné des six enfants de Nathaniel Spens, comptable agréé et directeur général de la liquidation de l'État, né à Glasgow et de Frimley, Surrey, et Emily Jessie Connal,,. Ses parents sont d'origine écossaise. Spens fait ses études à Rugby School et au New College, à Oxford, et est admis au Barreau par l'Inner Temple en 1910. Il sert pendant la Première Guerre mondiale comme adjudant dans le 5e bataillon du Régiment royal de la Reine. Après la guerre, Spens commence à exercer la profession d'avocat et devient un Conseiller de la reine (KC) en 1925. Il se présente sans succès à St Pancras Sud-Ouest aux élections générales de 1929, mais est élu pour Ashford en 1933. Il est président du Comité 1922 de 1939 à 1940. En 1943, Spens est nommé de manière inattendue juge en chef de l'Inde et conserve ce poste jusqu'en 1947.
Il est de 1947 à 1948 président du tribunal mis en place pour arbitrer entre les juges indiens en désaccord sur le concept et la substance de la Partition des Indes qui a été annoncée par Louis Mountbatten et est détaillée par les deux commissions des frontières de Cyril Radcliffe (un pour le Bengale, un pour le Pakistan actuel),.
Spens retourne en Grande-Bretagne en 1949 et l'année suivante, il est élu député de Kensington South. Il quitte le Parlement aux élections générales de 1959.
Spens est fait chevalier en 1943, nommé KBE en 1948 et admis au Conseil privé en 1953. Après sa retraite de la Chambre des communes en 1959, il est élevé à la pairie en tant que baron Spens, de Blairsanquhar dans le comté de Fife.
Spens épouse Hilda Mary, fille de Wentworth Grenville Bowyer, en 1913. Ils ont deux fils. Après la mort de sa première femme en 1962, il se remarie avec Kathleen Annie Fedden, fille de Roger Dodds. Lord Spens est décédé en novembre 1973, à l'âge de 88 ans. Il est remplacé dans la baronnie par son fils aîné William.